# Arutiun Papazjan
Arutiun „Artur” Papazjan (ur. 24 maja 1954 w Erywaniu) – ormiański pianista; laureat III nagrody na X Międzynarodowym Konkursie Pianistycznym im. Fryderyka Chopina (1980).

## Życiorys
Pochodzi z rodziny o tradycjach muzycznych. Początkowo uczył się w Szkole Muzycznej im. Piotra Czajkowskiego w Erywaniu. W latach 1972–1977 był studentem Państwowego Konserwatorium Muzycznego im. Komitasa w Erywaniu. Dodatkowe nauki pobierał w Konserwatorium Moskiewskim.
Jako reprezentant ZSRR osiągnął sukcesy na kilku konkursach pianistycznych:
- Transkaukaski Konkurs Pianistyczny w Baku (1972) – I nagroda
- Międzynarodowy Konkurs Pianistyczny im. Bedřicha Smetany w Hradcu Králové (1974) – II nagroda (ex aequo z Mariną Abramian)
- Międzynarodowy Konkurs Pianistyczny im. José Vianna da Motty w Lizbonie (1979) – I nagroda
- X Międzynarodowy Konkurs Pianistyczny im. Fryderyka Chopina (1980) – III nagroda

Po sukcesie na Konkursie Chopinowskim wystąpił w kilku polskich miastach (m.in. w Poznaniu), a później m.in. w Australii, Finlandii, Holandii, Japonii, Kanadzie, Szwecji i we Włoszech. W 1984 przeprowadził się do Stanów Zjednoczonych, a rok później zadebiutował w nowojorskiej Carnegie Hall.

## Repertuar i dyskografia
W jego repertuarze są utwory m.in. Fryderyka Chopina, Johanna Sebastiana Bacha, Ludwiga van Beethovena, Wolfganga Amadeusa Mozarta, Claude'a Debussy'ego i Ferenca Liszta. Nagrał wiele płyt m.in. dla wytwórni Veriton i Polskie Nagrania „Muza”.